# 1711 год
1711 (ты́сяча семьсо́т оди́ннадцатый) год  по григорианскому календарю — невисокосный год, начинающийся в четверг. Это 1711 год нашей эры, 1‑й год 2‑го десятилетия XVIII века 2‑го тысячелетия, 2‑й год 1710‑х годов. Он закончился 314 лет назад.
| Пн | Вт | Ср | Чт | Пт | Сб | Вс |
|    |    |    | 1  | 2  | 3  | 4  |
| 5  | 6  | 7  | 8  | 9  | 10 | 11 |
| 12 | 13 | 14 | 15 | 16 | 17 | 18 |
| 19 | 20 | 21 | 22 | 23 | 24 | 25 |
| 26 | 27 | 28 | 29 | 30 | 31 |    |

| Пн | Вт | Ср | Чт | Пт | Сб | Вс |
|    |    |    |    |    |    | 1  |
| 2  | 3  | 4  | 5  | 6  | 7  | 8  |
| 9  | 10 | 11 | 12 | 13 | 14 | 15 |
| 16 | 17 | 18 | 19 | 20 | 21 | 22 |
| 23 | 24 | 25 | 26 | 27 | 28 |    |

| Пн | Вт | Ср | Чт | Пт | Сб | Вс |
|    |    |    |    |    |    | 1  |
| 2  | 3  | 4  | 5  | 6  | 7  | 8  |
| 9  | 10 | 11 | 12 | 13 | 14 | 15 |
| 16 | 17 | 18 | 19 | 20 | 21 | 22 |
| 23 | 24 | 25 | 26 | 27 | 28 | 29 |
| 30 | 31 |    |    |    |    |    |

| Пн | Вт | Ср | Чт | Пт | Сб | Вс |
|    |    | 1  | 2  | 3  | 4  | 5  |
| 6  | 7  | 8  | 9  | 10 | 11 | 12 |
| 13 | 14 | 15 | 16 | 17 | 18 | 19 |
| 20 | 21 | 22 | 23 | 24 | 25 | 26 |
| 27 | 28 | 29 | 30 |    |    |    |

| Пн | Вт | Ср | Чт | Пт | Сб | Вс |
|    |    |    |    | 1  | 2  | 3  |
| 4  | 5  | 6  | 7  | 8  | 9  | 10 |
| 11 | 12 | 13 | 14 | 15 | 16 | 17 |
| 18 | 19 | 20 | 21 | 22 | 23 | 24 |
| 25 | 26 | 27 | 28 | 29 | 30 | 31 |

| Пн | Вт | Ср | Чт | Пт | Сб | Вс |
| 1  | 2  | 3  | 4  | 5  | 6  | 7  |
| 8  | 9  | 10 | 11 | 12 | 13 | 14 |
| 15 | 16 | 17 | 18 | 19 | 20 | 21 |
| 22 | 23 | 24 | 25 | 26 | 27 | 28 |
| 29 | 30 |    |    |    |    |    |

| Пн | Вт | Ср | Чт | Пт | Сб | Вс |
|    |    | 1  | 2  | 3  | 4  | 5  |
| 6  | 7  | 8  | 9  | 10 | 11 | 12 |
| 13 | 14 | 15 | 16 | 17 | 18 | 19 |
| 20 | 21 | 22 | 23 | 24 | 25 | 26 |
| 27 | 28 | 29 | 30 | 31 |    |    |

| Пн | Вт | Ср | Чт | Пт | Сб | Вс |
|    |    |    |    |    | 1  | 2  |
| 3  | 4  | 5  | 6  | 7  | 8  | 9  |
| 10 | 11 | 12 | 13 | 14 | 15 | 16 |
| 17 | 18 | 19 | 20 | 21 | 22 | 23 |
| 24 | 25 | 26 | 27 | 28 | 29 | 30 |
| 31 |    |    |    |    |    |    |

| Пн | Вт | Ср | Чт | Пт | Сб | Вс |
|    | 1  | 2  | 3  | 4  | 5  | 6  |
| 7  | 8  | 9  | 10 | 11 | 12 | 13 |
| 14 | 15 | 16 | 17 | 18 | 19 | 20 |
| 21 | 22 | 23 | 24 | 25 | 26 | 27 |
| 28 | 29 | 30 |    |    |    |    |

| Пн | Вт | Ср | Чт | Пт | Сб | Вс |
|    |    |    | 1  | 2  | 3  | 4  |
| 5  | 6  | 7  | 8  | 9  | 10 | 11 |
| 12 | 13 | 14 | 15 | 16 | 17 | 18 |
| 19 | 20 | 21 | 22 | 23 | 24 | 25 |
| 26 | 27 | 28 | 29 | 30 | 31 |    |

| Пн | Вт | Ср | Чт | Пт | Сб | Вс |
|    |    |    |    |    |    | 1  |
| 2  | 3  | 4  | 5  | 6  | 7  | 8  |
| 9  | 10 | 11 | 12 | 13 | 14 | 15 |
| 16 | 17 | 18 | 19 | 20 | 21 | 22 |
| 23 | 24 | 25 | 26 | 27 | 28 | 29 |
| 30 |    |    |    |    |    |    |

| Пн | Вт | Ср | Чт | Пт | Сб | Вс |
|    | 1  | 2  | 3  | 4  | 5  | 6  |
| 7  | 8  | 9  | 10 | 11 | 12 | 13 |
| 14 | 15 | 16 | 17 | 18 | 19 | 20 |
| 21 | 22 | 23 | 24 | 25 | 26 | 27 |
| 28 | 29 | 30 | 31 |    |    |    |

## События
- Создание компании Южных морей в Англии.
- Крестьянское восстание в Чехии (район Хрудима).
- Ракоци покинул Венгрию. 1 мая — Граф Шандор Карои, генерал Ракоци, подписал с австрийцами Сатмарский мирный договор, признававший их власть над Венгрией.
- 1711—1713 — Крестьянское движение против венгерских помещиков в Словакии во главе с Юрием Яношиком.
- Восстание крестьян в деревне Скуодас (Литва).
- Алжиром стали управлять местные правители — деи.
- Черногорцы и герцеговинцы предпринимали военные диверсии против турок. 30 тыс. повстанцев в Сербии готовы были присоединиться к русским.
- Разгром турецких войск и йеменитов арабами-кайситами в битве при Айн-Даре, результатом которой стала гибель всего рода эмиров Алям-ад-дин и изгнание турок из Ливана.
- Феодалы Джарской области (Дагестан) захватили Ширван. Движение вылилось в борьбу суннитов против шиитов. Иранцы подавили восстание и захватили его предводителя Дауд-бека.
- В Пенджаб прибыло многочисленное могольское войско Бахадура. Сикхи потерпели поражение и были оттеснены в горы.

## Русское государство
Царствование: 1682—1725 — Пётр I Алексеевич
- 1700—1721 — Северная война (см. Прутский поход, Кубанский поход)[1][2].
  - Январь — крымские татары под управлением Девлет II Гирея вторглись в русские земли и на Правобережную Украину[3].
  - Январь — на военном совете созванным Петром I принято решение о вторжении в подконтрольные Турции придунайские земли — Валахию (часть сов. Румынии) и Молдавию, опираясь на поддержку местного населения[1].
  - Февраль — крымско-польское войско при поддержке казаков гетмана Ф. С. Орлика совершило поход на Правобережную Украину, однако, не имея артиллерии, союзники не смогли взять Каменец и Белую церковь. В походе крымские татары грабили и разоряли местное население, в результате чего Орлик лишился многих сторонников[4].
  - Господарь Валахии К. Брынковяну, который с 1709 года искал поддержки у России, обязался выставить 30-тысячный корпус, а также обеспечить русскую армию продовольствием и фуражом, нарушил данное обещание, не решившись открыто выступить против Турции[5].
  - Польский король Август II не стал участвовать в походе русских войск, но с ним было подписано соглашение о развёртывании боевых действий против шведского корпуса в Померании, чтобы обезопасить тылы русской армии[5].
  - 13 апреля — Пётр I заключил секретный договор с Дмитрием Кантемиром о переходе Молдавии под покровительство России в обмен на военную помощь[5].
  - 18—20 июня — главные русские силы (вместо назначенного срока 15 мая) сосредоточились на берегах Днестра в районе села Сороки[5].
  - Июнь — турецкая армия (120 тыс. чел. и 440 орудий) переправилась через Дунай у Исакчи, соединилась на левом берегу Прута с татарским войском Девлет II Гирея (70 тыс. чел.)[5].
  - 30 июня — Пётр I прибыл в Яссы и отправил отряд конницы (7 тыс. чел.) для захвата Браилова (сов. Брэила в Румынии) на Дунае, где имелись значительные турецкие запасы продовольствия и фуража[5].
  - 7 июля — русское войско подошло к селению Станилешти (Стэнилешти). Турки, воспользовавшись медлительностью русской армии, переправились через Прут у Фальчи (Фэлчиу)[5].
  - 8 июля — турецко-татарское войско атаковало русских южнее Станилешти[5].
  - 9 июля — турецко-татарское войско окружило лагерь русских у Новой Станилешти (75 км. южнее Ясс). Предпринятый турецко-татарской конницей и янычарами штурм лагеря был отбит русским войском с большими потерями для противника (до 8 тыс. чел.). Последующие штурмы были отбиты русской артиллерией[5].
  - Большие потери обеих армий привели к переговорам Балтаджи Мехмет-паши и вице-канцлера П. П. Шафирова[5].
  - 12 (23) июля  — Пётр I заключает с турками невыгодный для России Прутский мир, позволяющий отвести русское войско в обмен на обязательство вернуть Турции Азов, завоёванный в 1696 году и срыть русские крепости на Азовском море[5].
  - По условиям Прутского мира правительство Турции обязалось выслать Карла XII за пределы страны[6].
  - 13 августа — русская армия пересекла Днестр у Могилёва, закончив Прутский поход[5].
  - 1711—1714 — согласно условиям Прутского мира Пётр I отказался от претензий на Правобережную Украину, которая с 1704 года находилась под влиянием России и передавалась под формальный контроль Османской империи (судьба Левобережной Украины осталась нерешённой)[4][7].
  - Декабрь/январь 1712 — турецкий султан Ахмед III выдал Ф. С. Орлику диплом на владение "всей Украиной", однако вскоре под влиянием переговоров с российскими дипломатами изменил своё решение[4].
- 1704—1711 — Башкирское восстание[8].
  - Последний всплеск восстания. Для поддержки повстанцев в Башкирию вновь вторглись каракалпаки, как и в 1709 году[8].
  - В бассейнах рек Исети, Миасса и Течи были сожжены русские сёла, а их жители угнаны в полон[8].
  - Против повстанцев выступило русско-татарское ополчение (7 тыс. чел.), выбившие каракалпаков обратно в казахские степи[8].
  - Казанский губернатор Пётр Матвеевич Апраксин вступил в переговоры с башкирами, которые решили отстаивать свои интересы мирным путём[8].
  - Осень — прекратились последние очаги восстания[8].
  - Царское правительство возвращает башкирам вотчинное право и систему подчинения центральным органам власти. Теперь башкиры подчиняются напрямую Сенату. Отменены требования прибыльщиков. Понижены размеры оброчных платежей, освобождены от сдачи на оброк некоторые угодья[8].
- Царевич Алексей Петрович по воле отца Петра I женился на принцессе Шарлотте Христине Софии Брауншвейг-Вольфенбюттельской[9].
- В России появился сенат — высший государственный орган в России по делам законодательства и государственного управления.
- Учреждение нового должностного лица в Царской России Петром I - фискал. Следил за безукоризненным выполнением указов царя.
- И. И. Скоропадский получил от Петра I жалованную грамоту (ошибочно публиковалась как документ 1710), согласно которой Скоропадский должен был решать военные и гражданские дела "по войсковым правам", "прежним обыкновениям" и Мартовским статьям 1654 года[10].
- 1711—1712 — в Санкт-Петербурге начато строительство первой очереди Зимнего дворца (вторая в 1726-1727). Работами руководил А. Д. Меншиков[11].
- 1711—1725 — А. Д. Меншиков для своих нужд начал строительство Большого дворца в Ораниенбауме[11].
- Осташковская крепость уничтожена пожаром и больше не восстанавливалась[12].

### Руководители приказов[13]
| Года      | Приказ             | Ф,И,О главы             | Примечания |
| --------- | ------------------ | ----------------------- | ---------- |
| 1706-1718 | Аптекарский приказ | Арескин Роберт Карлович | Архиатер   |
|           |                    |                         |            |
|           |                    |                         |            |

## Правление
- 1711—1747 — Хан Бухары Абулфайз. Являлся лишь номинальным правителем.
- 1711—1740 — Император Священной Римской империи, король Чехии и Венгрии Карл VI Габсбург.

## Родились
См. также: Категория:Родившиеся в 1711 году
- Абылай-хан (1711—1781) — хан всего Казахского ханства, признанный всеми жузами, сын Коркем Уали-султана, внук Абылай хана Каншера, потомок Барак-хана (в 9-м колене).
- 11 ноября — Степан Петрович Крашенинников, естествоиспытатель, путешественник, исследователь Камчатки. Действительный член Академии наук с 1745 года. Основоположник русской этнографической традиции. Друг и сподвижник Ломоносова.
- 19 ноября — Михаил Васильевич Ломоносов, первый русский учёный-естествоиспытатель мирового значения, поэт, заложивший основы современного русского литературного языка, художник, историк и философ, поборник развития российского просвещения, науки и экономики, основоположник молекулярно-кинетической теории.

## Скончались
См. также: Категория:Умершие в 1711 году